# Amir Kola
Amīr Shahr (امیرشهر) o Amīr Kolā (farsi امیرکُلا) è una città dello shahrestān di Babol, circoscrizione Centrale, nella provincia del Mazandaran in Iran. Aveva, nel 2006, una popolazione di 25.186 abitanti. La città si trova a nord di Babol sulla strada che conduce al mar Caspio.